# 孟加拉文艺复兴
孟加拉文艺复兴（孟加拉语: বাংলার নবজাগরণ|Bāṅlār Nabajāgaraṇ）是指在18世纪末至20世纪初发生在英属印度孟加拉地区的一场文化、社会、知识和艺术运动。历史学家将这场运动开端追溯到1757年普拉西战役中英国东印度公司的胜利和来自“孟加拉文艺复兴之父”拉姆·莫汉·罗伊作品的启蒙。
近两个世纪以来，孟加拉文艺复兴见证了印度社会的彻底转变，其被归结为这一时期印度反殖民主义和民族主义思想和活动的崛起。这场运动的哲学基础被认为是其独特的自由主义精神。
根据苏米特·萨卡尔的说法，这一时期的改革先驱者和相关作品在整个19世纪和20世纪都受到推崇和怀念。然而，由于对殖民主义起源的关注，在20世纪70年代出现了更多的批评观点。
孟加拉的文艺复兴主要是由王室赞助的孟加拉高种姓印度人领导的。森古普塔将这一运动归结为始于中世纪晚期的孟加拉苏丹阿拉苏丁·侯赛因·萨哈时代出现的 "孟加拉人文化 "和其发展，但也指出，"它仍然以印度教为主，只有部分是穆斯林"。不过，也有一些穆斯林人物对文艺复兴产生了重大影响，包括卡兹·纳兹鲁尔·伊斯兰和罗克亚·萨哈瓦特·侯赛因。

## 背景
孟加拉文艺复兴是一场以艺术、文学、音乐、哲学、宗教、科学和其他知识来探索领域的社会政治复兴为特点的运动。在这场运动中，印度社会现有的习俗和仪式（如种姓制度、嫁妆制度和殉葬品习俗）以及宗教和殖民统治的作用受到了质疑，而孟加拉文艺复兴所倡导的世俗主义、人文主义和现代主义的理想则与其截然不同。 在这场运动中，出现了许多泰戈尔这样的知名人物，而他们的作品至今仍对印度、孟加拉等国的文化和作品起着深远的影响。